# 아바타: 물의 길
《아바타: 물의 길》(영어: Avatar: The Way of Water)은 2022년 하반기에 개봉한 미국의 블록버스터급 SF 영화이자 29번째 천만 관객 돌파 영화이다. 2009년 하반기에 전 세계적으로 동시 개봉된 《아바타》의 속편으로, 아시아와 태평양, 유럽, 아메리카 등 전 세계 40여개 국에서 독점 계약을 체결하여, 전작과 마찬가지로 제임스 카메론이 감독을 맡았다.
2017년 8월 15일 캘리포니아주 맨해튼비치에서 예비 촬영이 이루어졌으며, 9월 25일 뉴질랜드에서 《아바타 3》과 동시에 주요 촬영이 이루어졌다.

## 줄거리
《아바타: 물의 길》은 판도라 행성에서 '제이크 설리'와 '네이티리'가 이룬 가족이 겪게 되는 무자비한 위협과 살아남기 위해 떠나야 하는 긴 여정과 전투,
그리고 견뎌내야 할 상처에 대한 이야기로, 판타지물 특유의 독창적인 세계관을 구축하였다.

## 출연진

### 나비족
- 샘 워딩턴 - 제이크 설리 역
- 조 샐다나 - 네이티리 역
- C. C. H. 파운더 - 모앗 역
- 클리프 커티스 - 토노와리 역
- 제이미 플래터스 - 네이테얌 역
- 브리튼 돌턴/클로이 콜먼(아역) - 로아크 역
- 시고니 위버 - 키리 역
- 트리니티 블리스 - 투키트리 역
- 베일리 배스 - 치레야 역
- 필립 겔조 - 아오눙 역
- 두에인 에번스 주니어 - 로초 역
- 케이트 윈슬렛 - 로날 역

### 인간
- 스티븐 랭 - 쿼리치 대령 역
- 조엘 무어 - 놈 스펠먼 역
- 맷 제럴드 - 라일 웨인플리트 상병 역
- 조반니 리비시 - 파커 셀프리지 역
- 딜리프 라오 - 맥스 파텔 박사 역
- 잭 챔피언 - 하비에르 소코로 역
- 이디 팰코 - 아드모어 사령관
- 브렌던 카월 - 믹 스코스비 역
- 저메인 클레먼트 - 이언 가빈 박사 역

### 그 외
- 시고니 위버 - 그레이스 어거스틴 박사 역
- 우나 채플린 - 바랑 역
- 데이비드 슐리스
- 빈 디젤
- CJ 존스

## 평가
3D(3차원)로 구현하기 힘든 미세한 물방울의 움직임과 물결의 흐름을 3D로 실감 나게 표현해 3D 영화의 새 장을 열었다는 평가를 받는다. 압도적 영상미로 192분의 긴 러닝타임도 지루함 없이 볼 수 있다.

## 흥행
- 19억 2,800만 달러의 흥행 성적을 기록하며 〈스파이더맨: 노 웨이 홈〉의 흥행 성적을 넘어 전세계 영화 박스오피스 6위를 달성함과 동시에 코로나19 사태 이후 최고 흥행작 타이틀을 획득했다.[8]
- 대한민국에서 946만 관객을 돌파했다.[9][10]
- 북미에서 5억 7,400 달러의 흥행을 기록했다.[11]
- 중국(2억 1,700만 달러), 프랑스(1억 2,300만 달러), 독일(1억 8,800만 달러), 한국(9,360만 달러) 순으로 매출을 올렸다.[12]
- ‘아바타:물의 길’이 20억 달러를 돌파하면, 제임스 카메론 감독은 역대 최초로 세 편의 작품을 ‘20억 달러 클럽’에 가입시키게 된다.[13]

## 같이 보기
- 코로나19 범유행의 영화계 여파
- 영화 매출 순위 목록
- 높은 제작비로 제작된 영화 목록